# Henri-Charles de Beaumanoir de Lavardin
Henri-Charles Beaumanoir, marqués de Lavardin, (Le Mans 15 de marzo de 1644 - París 29 de agosto de 1701) fue un militar y embajador francés. Nombrado teniente general de Bretaña en 1670 por Luis XIV de Francia, se enfrentó a la Revuelta del papel sellado en 1675. Al comienzo de los disturbios, intentó restablecer el orden retrasando la entrada de las tropas reales en la provincia, pero tuvo que retirarse ante el deterioro de la situación.
En 1687, en medio de intensas tensiones diplomáticas entre Francia y el Papa, fue nombrado embajador extraordinario en Roma y el Rey Sol le ordenó que se opusiera a la retirada de la Franquicia de Embajadores por parte del Papa Inocencio XI. Luego ocupó el barrio del Palacio Farnesio con varios cientos de hombres armados y fue excomulgado por el Papa. Fue recordado a principios del año 1689, poco antes de la muerte de Inocencio XI, a causa de la política de apaciguamiento practicada por Luis XIV. De vuelta en Bretaña, el marqués de Lavardin vio reducidas sus funciones como oficial del rey por el ascenso del absolutismo monárquico, pero siguió siendo una figura destacada en la provincia; dedicó los últimos años de su vida a que se reconocieran los derechos del Almirantazgo británico, amenazado por el Almirante de Francia.

## Biografía

### Familia
Henri-Charles de Beaumanoir nació el 15 de marzo de 1644, en Le Mans, en una poderosa familia de la nobleza de Maine (provincia). Era descendiente de Jean de Beaumanoir, primer marqués de Lavardin (desde 1601) y nombrado mariscal por Enrique IV de Francia. Su padre, Henri II de Beaumanoir, mariscal de los campos y ejércitos del rey, fue asesinado en 1644 en el Sitio de Granville; su tío, Philibert Emmanuel de Beaumanoir, era obispo de Le Mans; finalmente, su madre; Marguerite-Renée de Rostaing (hija del marqués Charles de Rostaing) era íntima amiga de Marie de Rabutin Chantal, marquesa de Sévigné.
El 3 de febrero de 1667, Henri-Charles de Beaumanoir se casó con Françoise de Luynes, hija de Louis-Charles d'Albert de Luynes. Habiendo muerto su esposa en 1670, se casó por segunda vez con Louise Anne de Noailles, hija del duque Anne de Noailles y hermana del cardenal de Noailles, el 1 de junio de 1680. De su primer matrimonio, tuvo una única hija, Anne-Charlotte, que se casó con Louis de La Chátre. De su segundo matrimonio tuvo un hijo, Henri, que murió en 1703 en la Batalla de Speyerbach. Esta muerte marca la extinción de la línea masculina de los Beaumanoir de Lavardin, cuya propiedad y títulos pasan a René de Froulay de Tessé.

## Lugartenencia general de Bretaña
En 1670, el marqués de Lavardin fue nombrado teniente general de Bretaña. En efecto, desde el siglo XVI, el gobernador de la provincia es asistido por dos tenientes generales, uno para el Condado de Nantes y otro para la Baja y Alta bretaña. Es este último cargo el que obtiene el marqués de Lavardin: por lo tanto, es responsable de ocho de los nueve obispados de Bretaña. Su tarea consistía en sustituir al gobernador en su ausencia (un hecho relativamente frecuente) y echarle una mano en las labores de administración de la provincia, especialmente en materia militar. El propio marqués de Lavardin estaba asistido por dos Lugarteniente general del Reino, uno para la Baja Bretaña y otro para la Alta bretaña. Sucedió al Mariscal de La Porte, que murió en 1664, y su hijo, se retiró a sus haciendas en 1669. Ese mismo año, se ocupó el cargo de gobernador que había estado vacante desde 1666: Charles d´Albert d´Ailly, duque de Chaulnes, era el nuevo titular. El tercer oficial del rey para la provincia fue el marqués de Rosmadec de Molac, teniente general del Obispado de Nantes. El Duque de Chaulnes, en virtud de sus funciones, ejerce los poderes atribuidos al Almirantazgo de Bretaña (distintos del Almirantazgo de Francia), se esfuerza por extenderlos y se comporta como un verdadero Almirante de Bretaña; cuando actuaba en su ausencia, el marqués de Lavardin disfrutaba de sus prerrogativas. En septiembre de 1669, incluso antes de asumir sus funciones oficiales, el duque de Chaulnes había regulado el alistamiento de los marineros Britanos y, a petición suya, los Estados de Bretaña habían creado una comisión para proceder con un armamento naval de las costas de Saint-Malo. En 1672 fijó los sueldos y vacaciones de los oficiales de la jurisdicción marítima y publicó una ordenanza que establecía un sistema de pasaportes que debían obtener de él los capitanes de mar. Luego asume las responsabilidades de la policía marítima y la seguridad de las costas. El marqués de Lavardin también toma medidas relativas a la marina, aunque su alcance sea menor; entre los más importantes se encuentran: 20 de noviembre de 1674, la prohibición a los Senescal, jueces y oficiales de expedir   cartas de piloto (licencia de navegación) por iniciativa propia; el 8 de noviembre de 1677, el decreto de Embargo de la de la salida de cebada de los puertos de Bretaña; el 16 de julio y el 24 de octubre de 1686, dos ordenanzas para regular la reparación de las Caseta de vigilancia en los siete obispados de costa. La Sra. de Sévigné era en ese momento buena amiga del marqués de Lavardin, de quien escribió en una de sus cartas a su hija: "Es el cortesano más bajo y menos cobarde que he visto". Sin embargo, enfatiza a su corresponsal que no aprueba ni su humor ni su falta de Los buenos modales .

## Revuelta del papel sellado
Entre marzo y septiembre de 1675, el oeste de Francia vive una serie de revueltas vinculadas a un momento de los impuestos, incluida la Revuelta del papel sellado, exigido para escrituras auténticas. La emoción es particularmente fuerte en Bretaña, primero en las ciudades y luego en el campo de la Baja Bretaña.

## Disturbios en Rennes
Al inicio de abril de 1675, estalló una revuelta anti-impuestos en Rennes; esto se desencadena por la mímica de hechos similares que ocurrieron en marzo en Burdeos. El 3 de abril, se producen los primeros disturbios, el 18 de abril, un gran motín saqueó las oficinas de tabaco y papel timbrado y la represión de las emoción popular fue llevada a cabo con firmeza por el hijo del marqués de Coëtlogon, gobernador de la  ciudad. El 25 de abril, la turba ataca y quema el templo de los Hugonotes, por la supuesta religión de los recaudadores de impuestos locales; entre los alborotadores, hay muchos estudiantes universitarios. La irrupción de los jinetes de Coëtlogon son, demasiado tarde, no impidió el paquete y sólo dos rebeldes fueron apresados por las autoridades. La multitud también atacó la prisión, pero Coëtlogon consiguió reunir a las milicias burguesas para impedir el acceso. El marqués de Lavardin entró en Rennes mientras tanto; después de haber tomado la mediada de los hechos, protestó contra la inacción de la justicia y puso en residencia al Parlamento de Rennes para abrir proceso contra los dos presos. En efecto, considera que los rebeldes del 25 de abril son los mismos que los del 18 de abril, con la notoria excepción de los estudiantes, y que por tanto es necesario demostrar autoridad. Sin embargo, rechaza la represión ciega y anuncia que su función es "apaciguar los desórdenes, calmar los ánimos, restablecer el descanso y la tranquilidad". Uno de los acusados, un escolar, fue liberado muy rápidamente (tenía solo 14 años), mientras que el otro, un panadero, permaneció tras las rejas. El 3 de mayo, la llegada del duque de Chaulnes intensificó los procesos judiciales, pues este último era portador de órdenes del rey exigiendo la mayor severidad contra los alborotadores del 18 de abril; tres hombres heridos durante los disturbios son detenidos en el hospital de Saint Ives. El análisis de Lavardin sobre los acontecimientos de Rennes (y esto en concierto con los demás representantes de la nobleza de Bretaña) es que el Parlamento, y más en general los juristas y la nobleza de toga adoptaron una pasividad aprobadora frente a los disturbios urbanos, porque el parlamento veía con buenos ojos la disminución de las innovaciones reales en materia tributaria. Esta acusación tendrá un gran peso en la decisión real de exiliar el parlamento de Bretaña lejos de Rennes. La posición de Lavardin es compartida por toda una parte de la historiografía, en particular Claude Nieres, Yvon Garlan, James B. Collins y John Hurt, pero fue rechazada por Gauthier Aubert, quien juzgó que la moderación de los parlamentarios estaba relacionada con la falta de medios para mantener el orden, y que la acusación formulada contra ellos era una forma de exculpar al gobernador de la provincia y sus diputados.

## Toma de Nantes
El 9 de mayo, el rey, mediante carta patente, revocó a Sebastián de Rosmadec, gobernador de Nantes y lugarteniente general del noveno obispado de Bretaña. El 20 de mayo, el Parlamento de Bretaña confirmó esta destitución y su sustitución por el marqués de Lavardin calificado en la ocasión de "experimentado y capaz". Esta desgracia relativamente oscura -el marqués de Molac tomó medidas similares al Coëtlogon en Rennes frente a los alborotadores locales- puede explicarse por el hecho de que, a diferencia de Lavardin, Molac no se opuso a la lentitud judicial del castigo de los rebeldes de Nantes; su incapacidad para evitar el secuestro del obispo de la Vallière durante los disturbios también puede haber contribuido a su reemplazo Luis XIV, convencido de la extrema gravedad de revuelta bretona, tomó medidas enérgicas: el 8 de mayo, pide el envío de 600 hombres de la policía real a Bretaña; el mismo día, la comuna de Louvois prometió a Chaulnes un regimiento de la Corona, es decir, 800 hombres, lo que llevaría las tropas estacionadas en la provincia a unos 1.500 soldados, un número importante dado que Francia se encontraba en plena guerra holandesa. El duque de Chaulnes y el marqués de Lavardin iniciaron entonces un juego reñido: por un lado, esgrimiendo la amenaza de la intervención de las tropas reales que pretendían hacer volver a la obediencia a las ciudades y a los notables, y por otro lado, esperaban que una rápida vuelta a la calma permitiera evitar -o al menos acortar- la entrada de la realeza en Bretaña, para proteger a la provincia de las complicaciones que se derivarían -alojamiento de los soldados, gastos de manutención de las tropas, exacciones por parte de los soldados, etc. El 21 de mayo, Chaulnes y Lavardin partieron de Rennes hacia Nantes, donde las tropas del rey debían entrar en Bretaña, para precederlos. En el lugar donde tomaron el mando de los 150 hombres de armas reunidos por Molac, ambos mostraron una actividad frenética, con el gobernador de Bretaña a la cabeza. En efecto, su presencia (mientras que la del marqués habría sido suficiente) parece testimoniar un deseo de sanear la situación lo antes posible, amenazando con la desgracia real. Las numerosas cartas que Lavardin envió a Jean-Baptiste Colbert, Seignelay y Louvois ponen de relieve el voluntarismo de las autoridades locales y subrayan la recuperación del control por parte del duque de Chaulnes. Estos documentos se han utilizado ampliamente para estudiar la revuelta del papel sellado y, en particular, la situación en Nantes. A petición de Chaulnes, el comandante de la caballería de maréchaussée les hizo retroceder; sin embargo, Lord Ervé, al frente del destacamento del regimiento de la Corona, ignoró las advertencias del duque y continuó su marcha hacia Nantes.En cuanto a las medidas represivas tomadas por los oficiales del rey, tuvieron relativamente éxito. Así, de los cinco "sediciosos" más implicados que Chaulnes ordenó arrestar, sólo uno de ellos, Goulven Salaun (que se había distinguido por subir al campanario de Bouffay) fue ahorcado el 27 de mayo después de un interrogatorio y dos juicios de un día, los demás huyeron.